# Родић
Родић је српскохрватско презиме. Значајни људи са овим презименом су:
- Владимир Родић, црногорски фудбалер
- Гаврило Родић (1812 — 1890), хрватски генерал у Аустријском царству
- Иван Рафаел Родић, хрватски фрањевац, надбискуп београдски
- Милан Родић, српски фудбалер